# Annaberger Landring
Der Annaberger Landring ist ein kombinierter Rad- und Wanderweg im Mittleren Erzgebirge östlich der namensgebenden Stadt Annaberg-Buchholz im sächsischen Erzgebirgskreis. Er besteht aus einem Nord- und einem Südring.

## Geographische Lage
Der Annaberger Landring befindet sich im oberen Erzgebirge zwischen den Bergstädten Annaberg-Buchholz im Westen und Marienberg im Osten. Die Route  verbindet zahlreiche Ortschaften im ländlichen Raum um Annaberg-Buchholz miteinander, von denen die meisten im Osten des einstigen Landkreises Annaberg lagen. Begrenzt wird der Annaberger Landring im Westen vom Tal des Pöhlbachs und im Osten von den Tälern des Jöhstädter Schwarzwassers und der Preßnitz. Der südlichste Punkt grenzt im Bereich des zu Jöhstadt gehörigen Berghofs an die Tschechische Republik.

## Streckenbeschreibung

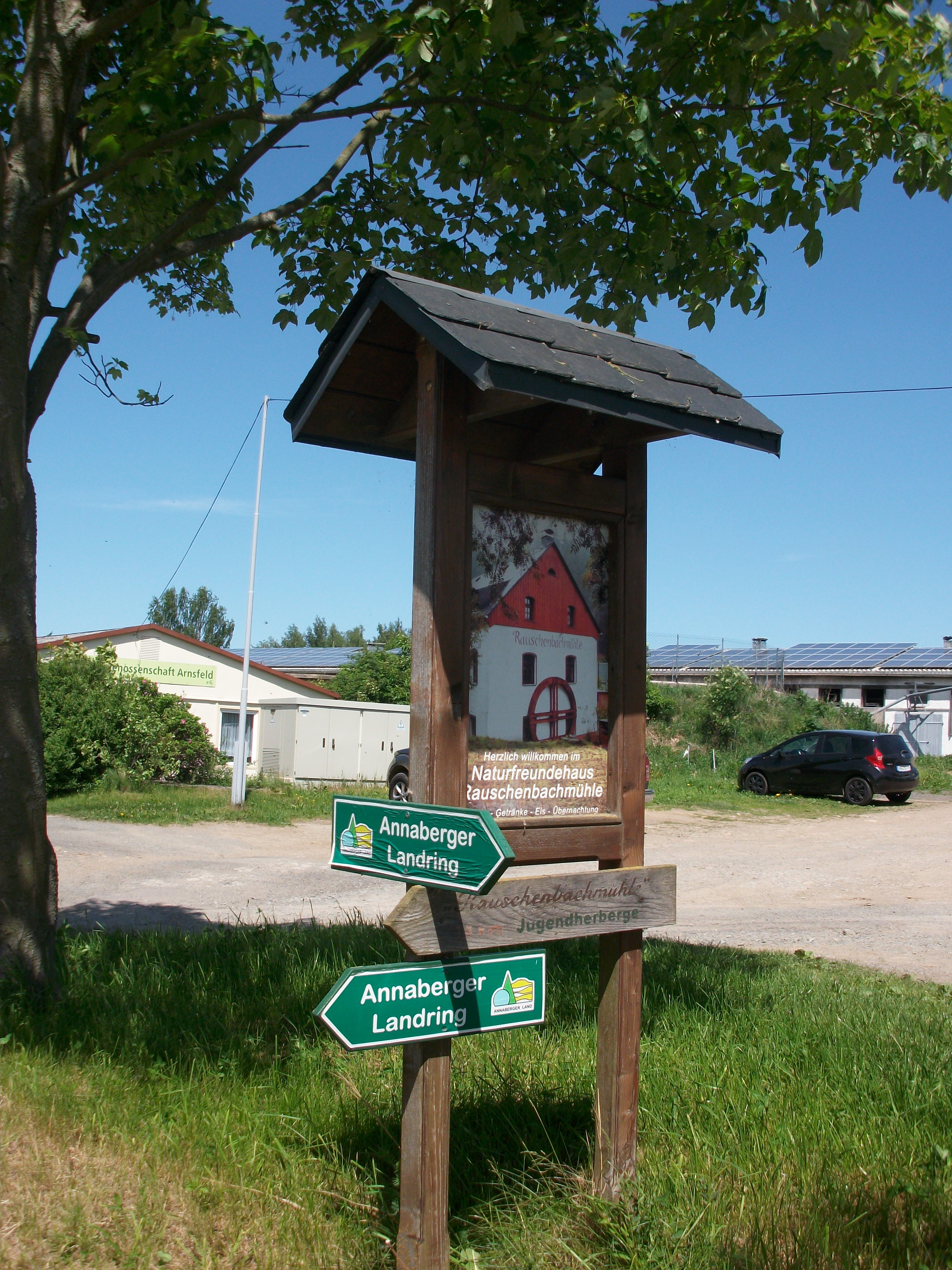
Annaberger Landring (Querweg) in Arnsfeld

Der Annaberger Landring besteht aus zwei miteinander kombinierbaren Schleifen. Neben dem Nordring mit einer Länge von 33 Kilometern und dem Südring mit einer Länge von 31 Kilometern, kann der Außenring auf einer Länge von 40 Kilometern und der 10 Kilometer lange Querweg befahren werden. Insgesamt besitzt der Annaberger Landring somit eine Gesamtlänge von ca. 50 Kilometern. Der gesamte Rad- und Wanderweg ist durchgängig einheitlich beschildert und abhängig von der Witterung permanent befahrbar. Die Fahrbahn besteht aus befestigten Schotterwegen, Passagen auf Asphalt und Pflaster sowie kontrollierbaren Wald- und Wiesenwegen.

### Der Nordring

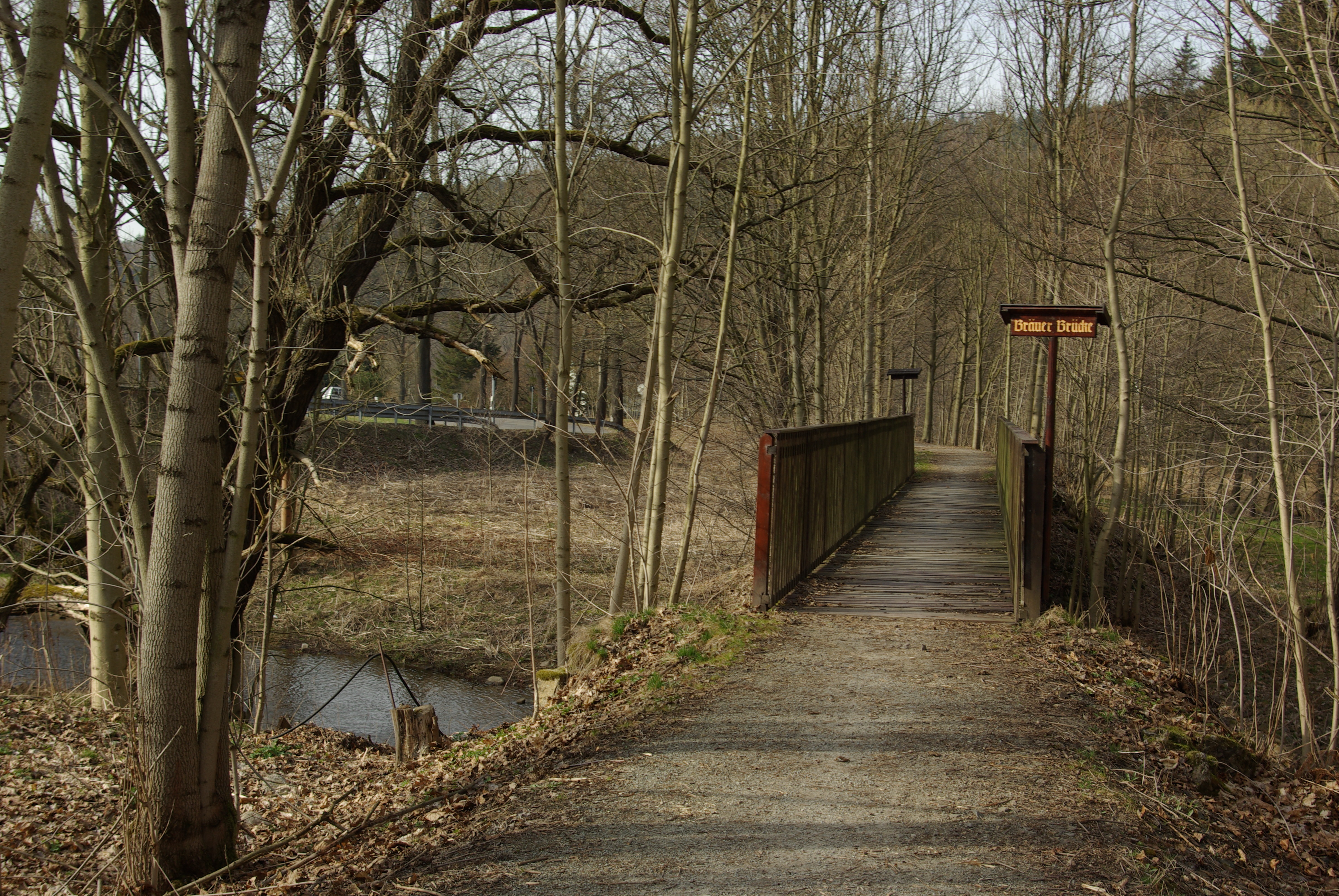
Radweg auf der einstigen Trasse der Preßnitztalbahn bei Großrückerswalde

Der Nordring weist eine Länge von 33 Kilometern auf. Ausgehend von Arnsfeld, dem Sitz des Vereins zur Entwicklung der Region Annaberger Land e.V. verläuft der Nordring als Querweg gemeinsam mit dem Südring nach Westen vorbei an der Fuchshöhe. Nach der Querung des Rauschenbachtals wird das Oberdorf von Mildenau erreicht. Anschließend verlässt der Nordring östlich von Königswalde den Südring und verläuft im Uhrzeigersinn nach Norden. Dabei befindet er sich bis Geyersdorf im Tal des Pöhlwassers. In Geyersdorf führt der Nordring bergan gen Osten in Richtung des Mitteldorfs von Mildenau, wo ein zweites Mal der Sandbach gequert wird. Nun führt der Weg über Felder östlich an Mildenau vorbei über Mauersberg gen Streckewalde im Tal der Preßnitz. Ab Streckewalde wird die zum Radweg umgebaute Trasse der ehemaligen Schmalspurbahn Wolkenstein–Jöhstadt genutzt. In südliche Richtung werden die Orte Boden und Niederschmiedeberg passiert. In Mittelschmiedeberg treffen Nord- und Südring wieder aufeinander, wo sie als Querweg aus dem Preßnitztal heraus bergan in Richtung Westen wieder das Oberdorf von Arnsfeld erreichen.
Beim Befahren des Nordrings müssen gelegentlich Kreis- und Ortsverbindungsstraßen passiert werden. Weiterhin schneidet bzw. tangiert die Route Rad- und Wanderwege wie den E3-Wanderweg und den Zschopautalradweg. Der Streckeneinstieg ist an vielen Stellen flexibel möglich. Empfehlenswert sind Einstiege zum Beispiel auf den Wanderparkplätzen in Streckewalde, Boden, Niederschmiedeberg, Obermildenau, Königswalde, Mildenau, Geyersdorf und Thermalbad Wiesenbad. Von letzterem führt eine Zubringerroute über Plattenthal nach Mildenau bzw. Geyersdorf.

### Der Südring

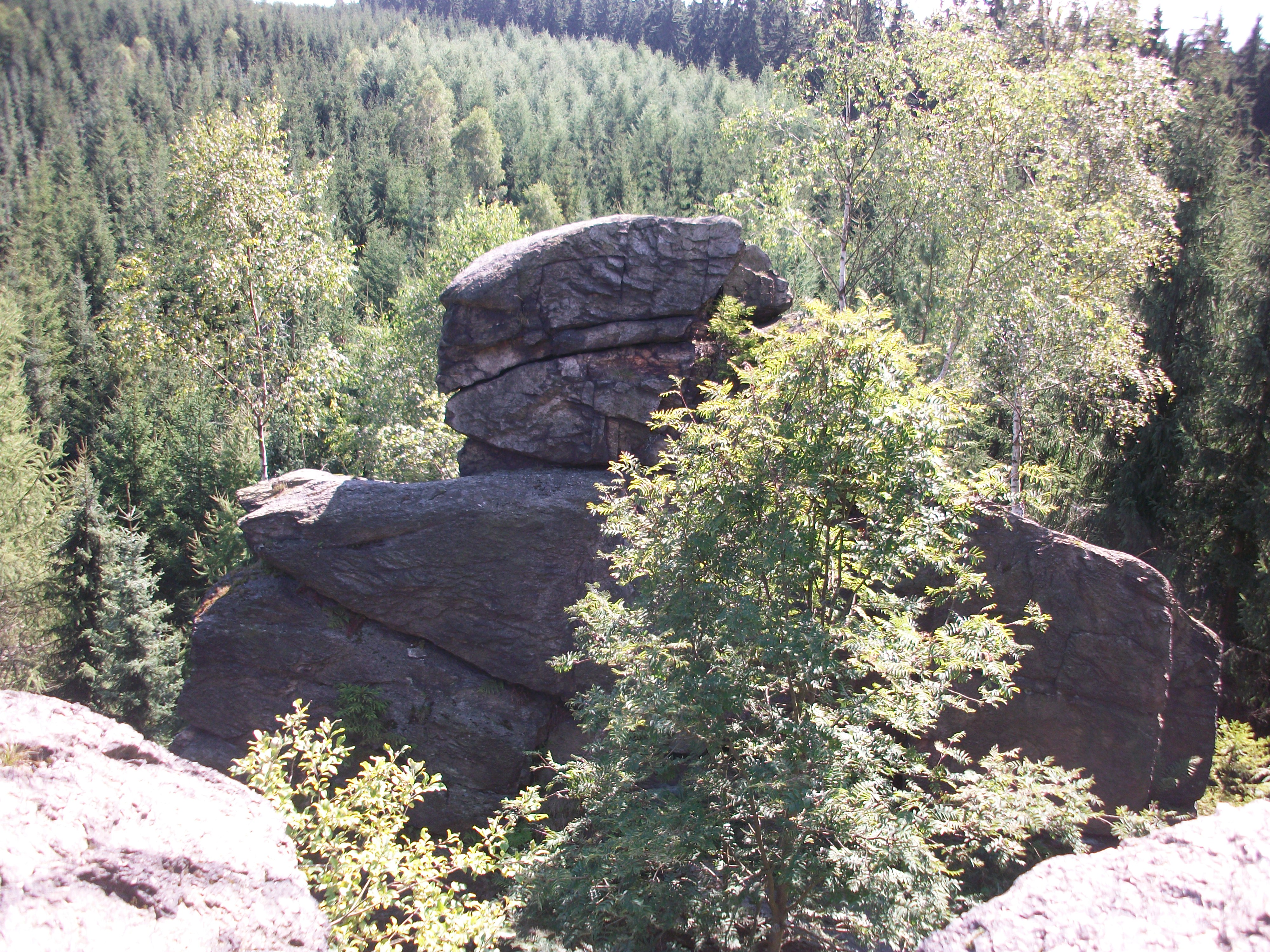
Zigeunerfelsen im Tal des Conduppelbachs

Der Südring weist eine Länge von 31 Kilometern auf. Ausgehend von Arnsfeld, dem Sitz des Vereins zur Entwicklung der Region Annaberger Land e.V. verläuft der Südring als Querweg gemeinsam mit dem Nordring nach Westen vorbei an der Fuchshöhe. Nach der Querung des Rauschenbachtals wird das Oberdorf von Mildenau erreicht. Anschließend verlässt der Südring östlich von Königswalde den Nordring und verläuft entgegen dem Uhrzeigersinn nach Süden. Dabei befindet er sich bis Brettmühle im Tal des Pöhlwassers. In dem zu Königswalde gehörigen Ortsteil verlässt der Südring das Tal des Pöhlwassers. Er verläuft nun im Tal des Conduppelbachs vorbei am Zigeunerfelsen bis zum Berghof nahe der tschechischen Grenze. Nun folgt der Südring gen Osten der Straße nach Jöhstadt. Nun verläuft der Südring gen Nordosten im Tal des Jöhstädter Schwarzwassers und ab Schmalzgrube im Tal der Preßnitz parallel zur Trasse der heute als „Preßnitztalbahn“ betriebenen Trasse der Schmalspurbahn Wolkenstein–Jöhstadt. Dabei werden die Jöhstädter Ortsteile Schlössel, Schmalzgrube und Steinbach passiert. Ab Steinbach befindet sich der Südring wieder auf der einstigen Bahnstrasse. Im weiteren Verlauf führt der Radweg in Richtung Norden durch Oberschmiedeberg. In Mittelschmiedeberg treffen Nord- und Südring wieder aufeinander, wo sie als Querweg aus dem Preßnitztal heraus bergan in Richtung Westen wieder das Oberdorf von Arnsfeld erreichen.
Beim Befahren des Südrings müssen gelegentlich Kreis- und Ortsverbindungsstraßen passiert werden. Einzig im Bereich des Conduppelbachtals in der Nähe des Zigeunerfelsens ist eine sehr steile, technisch anspruchsvolle Streckenpassage, durchzogen von zahlreichen längs- und querverlaufenden Wurzeln, zu überwinden. Der Streckeneinstieg ist an vielen Stellen flexibel möglich. Empfehlenswert sind Einstiege zum Beispiel auf den Wanderparkplätzen in Steinbach, Jöhstadt, Brettmühle, Königswalde, oder Obermildenau.

## Veranstaltungen
Seit 2005 findet einmal im Jahr auf einem Teil des Annaberger Landrings bzw. in den Mitgliedskommunen des „Vereins zur Entwicklung der Region Annaberger Land e.V.“ das „Annaberger-Landring-Radeln“ statt. Dabei wird eine Familien- und eine Sporttour sowie ein Radel-Fest angeboten.